# Slagen vid Lexington och Concord
Slagen vid Lexington och Concord var skärmytslingar mellan Storbritannien och dess kolonier i Nordamerika som blev startskottet för Amerikanska frihetskriget. Slaget utkämpades den 19 april 1775 vid städerna Lexington och Concord i Massachusetts, USA.

## Bakgrund
Efter att Massachusettsförsamlingen i Boston upplösts av britterna fortsatte den att i smyg träffas i Concord som en provinskongress. De beslutade provinsen skulle skapa en milis på 12000 man, varav en fjärdedel skulle vara så kallade minutemen, soldater som skulle kunna vara redo med mycket kort varsel. Man beslutade även att köpa in tjugo fältkanoner, fyra mörsare, tjugo ton ammunition till artilleriet och femtusen musköter och bajonetter.
Efter att ha tagit kontrollen över Boston föreslog den brittiske befälhavaren, Thomas Gage, att de revolutionära kommittéerna skulle brytas upp och att alla radikala ledare skulle arresteras och ställas inför rätta i London för högförräderi. Det politiska etablissemanget i London gick Gages linje och gav honom fria händer att fortsätta inåt land och arrestera ledarna för upploppen i Boston och "de som förstört teet". Under våren 1775 fattades beslutet att revolutionärerna Samuel Adams och John Hancock skulle arresteras. När det blev allmänt känt tog de tillflykt i Lexington. I Concord fanns även en vapengömma som Gage ville konfiskera. För att ta reda på hur starka rebellerna var kring Lexington och Concord skickade Gage ut två spioner som skulle färdas från Boston till Concord förklädda till arbetare. Den ene blev snabbt avslöjad men den andre rapporterade tillbaka att även om britterna skulle marschera ut med tio tusen reguljära soldater med artilleri skulle inte en enda komma tillbaka levande. Gage trodde inte att motståndet skulle bli så stort. Morgonen den 19 april skickade han iväg en trupp på 800 man för att gripa Adams och Hancock och beslagta vapenlagret.

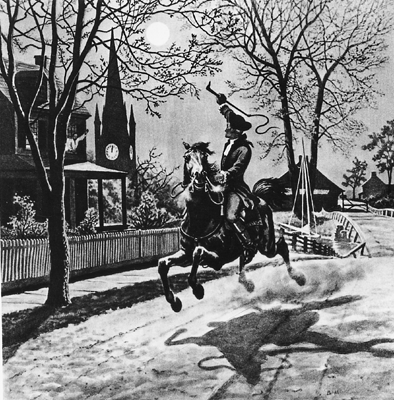
Illustration av Paul Reveres ritt. Publicerad under 1940-talet av Office of War Information.

Det var under natten till den 19 april som Paul Revere gjorde sin berömda ritt för att förvarna rebellerna. Revere fick signal om att de brittiska trupperna tog vägen över Charles River genom att två lanternor tändes i klocktornet på Old North Church i Boston. Därefter red han med förvarningen från Charlestown till Lexington och Concord.

## Förlopp

### Uppmarschen
Britterna försökte att undvika upptäckt. General Gage hade placerat officerare längs vägarna från Boston för att förhindra att ryktet om anfallet skulle sprida sig. Soldaterna fick inte reda på vad de skulle göra förrän deras befäl väckte dem på natten och de roddes ut ur Boston från en obebodd strandremsa för att sedan ta sig genom kärr fram till vägen mot Lexington. De blev dock upptäckta på vägen. Överste Smith skickade då bud för att be general Gage om förstärkning och fortsatte mot Lexington.

### Fotnoter
1. ↑  Encyclopædia Britannica, på internet, 3 november 2009, uppslagsord Lexington and Concord, Battles of
2. ↑  Bobrick 1998, s. 111
3. 1 2  Bobrick 1998, s. 111-113